# راستیشته
راستیشته (به صربی: Rastište) یک منطقهٔ مسکونی در صربستان است که در بایینا باشتا واقع شده‌است. راستیشته ۴۷۳ نفر جمعیت دارد.